# Palfuria caputlari
Palfuria caputlari là một loài nhện trong họ Zodariidae.
Loài này thuộc chi Palfuria. Palfuria caputlari được Szüts & Rudy Jocqué miêu tả năm 2001.